# Фумарола
Фумарола (корен речи потиче из латинског fumus — „дим”) је отвор у Земљиној кори, обично смештен у близини вулкана, који емитује испарења као што су водена пара те одређени гасови (нпр. угљен-диоксид, сумпор-диоксид, хлороводоник, водоник-сулфид и др.). Паре се формирају када суперзагријана вода пређе у гасовито агрегатно стање услед наглог пада притиска при изласку из земље. Име солфатара, које води корене из италијанске речи solfo што значи „сумпор” (преко сицилијанског дијалекта; уп. Солфатара (вулкан)) те напослтку из латинске синтагме Sulpha terra (ч. „сулфа тера”), што значи „земља сумпора” или „сумпорна земља”, представља фумаролу из које избијају сумпорасти гасови, а нарочито водоник-сулфид — тзв. „гас смрдљивац”, молекулске формуле .
Фумароле се појављују уздуж танких пукотина или дугих фисура, у хаотичним кластерима или пољима, те на површинама лавичних токова или дебелих наслага пирокластичних токова. Фумаролски плато/поље је подручје термалних извора и гасних отвора где магма или вреле вулканске стене на малим дубинама испуштају гасове или долазе у међуделовање са подземним водама.
Из перспективе подземних вода, фумароле могу бити описане као термални извори који испаравају сву подземну воду пре него што она стигне до површине.
Фумароле могу опстати деценијама или вековима уколико су смештене изнад непресушног извора топлоте, али могу и нестати унутар неколико седмица уколико се појаве изнад новоформираних вулканских наслага које ће се у скорије време брзо охладити. Долина десет хиљада димова (енгл. Valley of Ten Thousand Smokes), на пример, формирана је током ерупције Новарупте на Аљасци 1912. године. У почетку, хиљаде фумарола су се појавиле на вулканском пепелу који се хладио после ерупције, али временом — већина њих је нестала.
Процене говоре да постоји око 4.000 фумарола унутар граница Националног парка Јелоустоун у САД. У априлу 2006. године забележен је случај да је фумарола убила три радника скијашке спасилачке патроле на планини Мамут у Калифорнији. Радници су били превише времена изложени токсичним димним испарењима (в. мазуку) која су се аклумулирала унутар пукотине у леду у коју су претходно пали. Други пример представља низ фумарола у Долини пустоши (енгл. Valley of Desolation) у Националном парку Морн Тро Питонс у Доминици.
Фумароле које емитују сумпораста испарења формирају површинске наслаге минерала богатих сумпором. Места у којима су ове наслаге ископаване укључују:
- Кавах Ијен и Арјуно-Велиранг (Индонезија)
- Комплекс Пјурико[3] (Сан Педро де Атакама, Чиле)
- Сингјанг (Сичуанска провинција, Кина)
- Бело острво у близини Новог Зеланда (сада непостојеће)

## На Марсу
Формација по имену Home Plate на кратеру Гусев на Марсу, која је била истраживана и од стране Ровера за истраживање Марса (MER-а) Spirit, можда представља еродиране остатке древне фумароле која је до дана данашњег нестала у потпуности.